# 加藤一実
加藤 一実（かとう かずみ）は、日本の材料工学者。産業技術総合研究所フェロー、日本学術会議会員、総務省公害等調整委員会委員。文部科学大臣表彰受賞。応用物理学会フェロー、日本セラミックス協会フェロー。

## 人物・経歴
1989年名古屋大学大学院工学研究科応用化学及び合成化学専攻博士課程後期課程修了、工学博士。同年富山県工業技術センター中央研究所入所。
1993年工業技術院名古屋工業技術試験所入所。2001年産業技術総合研究所セラミックス研究部門テーラードリキッドソース研究グループ長。
2004年産業技術総合研究所先進製造プロセス研究部門テーラードリキッド集積研究グループ長。2013年産業技術総合研究所先進製造プロセス研究部門首席研究員。2015年産業技術総合研究所材料・化学領域無機機能材料研究部門首席研究員/副研究部門長。
2015年度日本セラミックス協会フェロー。2016年産業技術総合研究所評価部長。同年科学技術分野の文部科学大臣表彰受賞。2017年産業技術総合研究所理事、総務省公害等調整委員会委員。同年日本セラミックス協会学術賞受賞。
2021年度応用物理学会フェロー。2023年産業技術総合研究所フェロー、日本学術会議会員。専門は材料工学、化学で、集積化エレクトロニクスのための溶液化学研究を行った。